# Neochmia phaeton
Neochmia phaeton е вид птица от семейство Estrildidae.

## Разпространение
Видът е разпространен в Австралия, Индонезия и Папуа Нова Гвинея.